# Kadenang Ginto
Kadenang Ginto ist eine philippinische Drama-Fernsehserie, die vom 8. Oktober 2018 bis 7. Februar 2020 auf ABS-CBN ausgestrahlt wurde.

## Hintergrund
Die erste Episode der Serie hatte ihre Premiere am 8. Oktober 2018 auf ABS-CBN. Für die Serie wurden einige Stars der philippinischen Film- und Fernsehwelt gecastet. Nicht nur Andrea Brillantes und Francine Diaz, der die Hauptrolle übernahm, sind zu sehen. Die  Hauptrollen übernahmen Beauty Gonzalez und Dimples Romana, die beide schon früher mit Brillantes und Diaz zusammengearbeitet haben. Regie führten Jerry Lopez Sineneng, Avel Sunpongco, Jojo Saguin und John Lapus.

## Besetzung

### Hauptbesetzung
| Schauspieler      | Rolle                           |
| ----------------- | ------------------------------- |
| Francine Diaz     | Cassandra „Cassie“ A. Mondragon |
| Andrea Brillantes | Margaret „Marga“ M. Bartolome   |
| Beauty Gonzalez   | Romina Andrada-Mondragon        |
| Dimples Romana    | Daniela Mondragon-Bartolome     |

### Nebendarsteller
| Schauspieler            | Rolle                       |
| ----------------------- | --------------------------- |
| Adrian Alandy           | Carlos Bartolome            |
| Kyle Echarri            | Kristoff „Tope“ Tejada      |
| Seth Fedelin            | Michael „Mikoy“ Salazar     |
| Ronnie Lazaro           | Nicolas „Kulas“ Bartolome   |
| Susan Africa            | Manang Esther Magtira       |
| Eric Fructuoso          | Alvin Mangubat              |
| Arnold Reyes            | Rechtsanwalt Bernard Tejada |
| Kim Molina              | Savannah „Savi“ Rosales     |
| Angelina Kanapi         | Juanita „Ninang“ Galvez     |
| Josh Ivan Morales       | Jepoy „Ninong“ Marilet      |
| Luke Conde              | Polizist Jude Bartolome     |
| Nikko Natividad         | Gino Bartolome              |
| Kat Galang              | Bonita „Bona“ Marilet       |
| Adrian Lindayag         | Niel Andrada                |
| Bea Basa                | Fatima „Fatty“ Paterno      |
| Julie Esguerra          | Leslie Joy „LJ“ Catacutan   |
| Danica Ontengco         | Nadya Ricaforte             |
| Christine Joy de Guzman | Nica de Guzman              |
| Bea Borres              | Maureen Gatchalian          |
| Aleck Bovick            | Myrna Bartolome             |
| Sheree Bautista         | Jessa Trinidad              |
| Joko Diaz               | Hector Mangubat             |
| Criza Taa               | Roxanne Mangubat            |
| Mel Martinez            | Joaquin „Wacky“ Dumagat     |

### Gastbesetzung
| Schauspieler       | Rolle                      |
| ------------------ | -------------------------- |
| Albert Martinez    | Roberto „Robert“ Mondragon |
| Eula Valdez        | Rosanna Andrada            |
| Mickey Ferriols    | Camilla Mondragon          |
| Eva Darren         | Cely                       |
| Valerie Concepcion | Cindy Dimaguiba            |
| Angelo Acosta      | Ser                        |
| Suzette Ranillo    | Pilar                      |
| Ping Medina        | Badong Salazar             |
| Junry Miole        |                            |